# Luperina nigrolineata
Luperina nigrolineata là một loài bướm đêm trong họ Noctuidae.